# Jean-Pierre Thénot
Jean-Pierre Thénot (Parigi, 21 aprile 1803 – Parigi, 11 ottobre 1857) è stato un pittore francese disegnatore e incisore, autore di trattati sulla pittura,.
Nacque a Parigi il 21 aprile del 1803. Frequentò la Scuola di Belle Arti di Parigi sotto la guida di Jean-Thomas Thibault (1757-1826).
Nel 1824 ottenne il primo premio per la prospettiva e fu lui il primo candidato, due anni più tardi, a succedere a Thibault nella cattedra di prospettiva. 
Si applicò specialmente alla tecnica dell’acquarello tanto che la sua produzione è caratterizzata da paesaggi eseguiti con questa tecnica e anche alla seppia. 
Nel 1827 partecipò al Salone di Parigi con due paesaggi alla seppia.
Fu autore di testi didattici che trattavano in modo particolare della tecnica dell'acquarello che ebbero diffusione anche all'estero. Durante la bella stagione organizzava anche corsi di pittura all'acquarello all'aperto
Morì a Parigi il 11 ottobre 1857 a 54 anni d'età.

## Titoli pubblicati
- (FR)  La Chine, M. Thénot a publié
- (FR)  Essai de perspective pratique, 1826
- (FR)  Cours de perspective pratique, 1829